# Hyla bocourti
Hyla bocourti är en groddjursart som beskrevs av François Mocquard 1899. Hyla bocourti ingår i släktet Hyla och familjen lövgrodor. IUCN kategoriserar arten globalt som akut hotad. Inga underarter finns listade i Catalogue of Life.